# 苏珊妮·许尔廷
苏珊妮·许尔廷（荷蘭語：Suzanne Schulting，荷蘭語發音：[syˈzɑnə ˈsxʏltɪŋ]，1997年9月25日—）生于格罗宁根，是一名荷兰短道速滑运动员。被称为第三代“冰上推土机”
苏珊妮出生于体育世家，她的父亲扬·许尔廷是一名足球运动员。八岁时，她开始练习短道速滑运动，起初她想练习速度滑冰，后来她的教练告诉她可以通过练习短道速滑来提升自身的转弯技巧，于是她便开始练习这一项目，并坚持了下来。
2018年冬季奥林匹克运动会期间，许尔廷在女子1000米项目决赛上第一个冲过终点，成为史上首位在奥运短道速滑项目上夺得金牌的荷兰运动员，除此之外，她还曾联同队友在女子3000米接力B组决赛中打破该项目世界纪录，并因A组决赛中有两支队伍犯规而递补获得铜牌。